# 味方冬樹
味方 冬樹（みかた ふゆき、1月4日生）は、日本のリングアナウンサー、俳優。

## 経歴
プロレス界初にして唯一のローリングコールの使い手。KAIENTAI DOJO3代目コミッショナーを務め、ときわ苑集会ではトミー茨城と共にホストを務め、プロレスKING（GAORA）では実況解説を務め、60歳以上限定興行R-60プロデューサーを務めている。なお、前職は俳優である。
旗揚げ当初は藤田ミノルが率いるF-wordsの専属リングアナウンサーとして活躍。六本木現役No.1ホストというプロレスリングアナウンサーでは異例の経歴の持ち主として注目を集める。ロン毛に日焼けした肌、またひとさし指と小指を立ててマイクを持ち、一回転してコールするなどビジュアル的にも見る者に衝撃を与えた。
また2002年9月にはF-words第5の男としてマスクを被りローリング・ウルフとして登場。デビュー戦ではRyokoのDDT一発でKO負け。その後も数回登場しDJニラに完敗する無類の弱さを見せつけた。
2005年に二代目コミッショナーであった上原洋（※現296）が真霜拳號とKAZMAと共に勤王党を結成しコミッショナーを解雇となったことをキッカケに自らコミッショナーに立候補。トミー茨城と共にファン投票によるコミッショナー選挙が行われ、新コミッショナーとなった。コミッショナーとしては情に熱く中川ともか、小幡優作、バンビ、梶トマト等若手のデビューには欠かせない影の立役者として活躍。
若手との有名なエピソードでは2005年には練習生にもかかわらず自分でデビューを宣言した中川ともかのデビューを勝手に許可（この時はまだコミッショナーには就任していなかった）。同年4月には首の負傷でデビューが難しいとされていた小幡優作をTAKAみちのくの反対を押しきり条件付でデビューさせた。
2006年5月のGWSP7において、デビューをかけてTAKAみちのくと連日エキシビションマッチで戦う梶ヤマトのために、贔屓目なルールを提案して協力。しかし結果は連敗でデビューは延期に。泣き崩れる梶ヤマトの横で、涙ながらに「こいつはどんなに時間が掛っても必ずデビューさせます」と宣言した。また安沢たくとのインフォメーションコーナーのやりとりは団体の目玉となっていた。
2006年9月にカロリーナあきこの休業と団体の発展を理由にコミッショナーを辞任。後任に296を指名し、リングアナに専念することになった。
マスク祭りでは「仮面ライダー冬鬼」のマスクで子猫ちゃん達の注目を集めた。それが逆に災いして、2006年12月31日後楽園ホールでのインディーサミットで、男色ディーノの入場パフォーマンスの餌食となってしまった。
ビッグマッチのオープニングでは決め台詞と同時に、選手顔負けの大量の紙テープが投げ込まれ団体名物となっている。俳優の真夏竜から伝承されたウルトラマントの着用も見所の一つ。
インディーサミットからプロレスサミットまでレギュラーのリングアナウンサーとして参加。またフリーでは無く、所属団体があるにもかかわらずアパッチプロレス軍、XWF、W★INGプロモーション、メビウス、Cruiser's Game、Beginning実行委員会など数多くのレギュラー参加団体持つリングアナウンサーとしては極めて珍しい形で活動の幅を広げている。また仕切りの上手さと美声を買われて団体主催のイベントの他にも、TAKAみちのくが所属する千葉商工会議所のパーティーや各種イベントにも司会として数多く参加している。
2009年8月にはザ・グレート・サスケ公認（本人談）のマスクを被り、覆面リングアナウンサー『青MIKATA』として登場。しかし本人は「味方冬樹とは別人」と主張している。
青MIKATAでは、ちばハッピープロレス、佐々木貴率いるプロレスリングFREEDOMSの専属リングアナウンサーとして活動している。
2010年12月週刊プロレス誌面と自身のブログで、ザ・グレート・サスケ率いるバンド「クレイジークルー」4番目のメンバーとして加入したことを発表。担当はエアキーボード。
同年12月16日、後楽園ホールにてリング解体マッチとして行われた「宇宙大戦争〜ホントに最終決戦〜ザ・音楽（ロック）ウォーズ」では、ザ・グレート・サスケ、Ken45゜、リッキー・フジのセコンドで参加。試合後、「クレイジークルー」のメンバーとホール北側ステージで熱唱した。
2012年5月、4月25日をもってKAIENTAI DOJOを退団したことが発表された。以降、コラソンエンターテイメントに所属し劇団コラソンのメンバーとして前職の俳優活動を再開させる。同年12月12日にはコラソン・ジャパンとアイスリボンの共同事業として展開される「コラソン女子プロレス」において団体の代表に就任することになった。
一方、リングコールではアイスリボンを中心に活動しているが、ローリングコールは封印されている。なお2013年8月11日より全日本プロレス関東地区限定リングアナウンサーとしてレギュラー参加している。
2014年7月24日のFREEDOMSより、それまでの「青MIKATA」から覆面を変えて「モモタロウ」として現れた。モチーフはにわのまことの漫画『THE MOMOTAROH』からで、にわのが学生プロレス出身なこともあり公認となっている。
2017年4月20日に、プロレスリング・ノアに入社し所属リングアナになったことを公表した。
2023年6月24日徳島大会をもって、ノアでのリングアナウンサー業務を終了した。
6月30日、BreakingDown 8.5前日記者会見の司会・進行を担当。
以降、表立った活動は無かったが、12月27日の新木場で行われたインディJr.祭り以降は他団体でリングアナ活動を再開した。

## Favorite Move
- 回転
- 大回転
- ローリングコール（選手をコールする際に一回転するオリジナルムーブ）
- ローリングコール2（数年前に開発されていながら、現在まで1度も公開されていない。唯一、中川ともかが練習生時代に目撃したとされている）
- ローリング・ソバット
- 真空地獄車

## タイトル歴
- 連続12回転コール世界記録

## 入場テーマ曲
- 初代:「Drunkenness kicker(F-words.version)」（T.A.Factory）
- 2代目:「rolling call」（Y.Takeya）※キングレコード「KAIENTAI DOJO 2」に収録

## 特記
- 好きな有名人は真夏竜、B'z、菊川怜、郷ひろみ、ザ・グレート・サスケ。
- 好きな食べ物は回転寿司、母の玉子焼き、プロテイン。
- デビュー当時は誕生日が2月14日ということになっていた。
- 悩みはモテすぎちゃって困ること。
- 元、RAVEコミッショナーの矢郷良明は「マイブラザー」な関係である。
- 特撮番組をこよなく愛している。
- ウルトラマンレオが特に好きらしく、後楽園大会におゝとりゲン役であった真夏竜を招待したと自身のブログで告白している。
- 2009年3月に開催された自身がプロデュースする60歳以上限定興行『ファイト!ファイト!ちば!! in R-60』に、真夏竜が民話の語りとして出演。イベントの最後には真夏竜が舞台に出演した際に着用した神様のマントを「プロレスでの文化伝承をして欲しい」と進呈。以降ウルトラマンレオから伝承されたウルトラマントとしてビッグマッチでは着用してリングアナウンサーを行っている。
- 自らザ・グレート・サスケを崇拝する「サスケ信者」であると公言している。
- 野橋太郎とは公私共に仲が良いらしく、一緒に富士山登山や高知県に旅行をしたことが自身のブログに掲載されている。また野橋の夫人もブログの愛読者らしく、野橋は夫人には隠していた宇宙人ネタを「味方さんのブログを見た嫁にバレてしまった」と自身のブログに恨み言を書いている。
- 野橋太郎を掲載するとブログのアクセスが上がることを複雑に思っているらしい。
- 初代タイガーマスク検定という検定で3位を取っている。

## メディア出演

### 映画
- 紀雄の部屋（監督 深川栄洋） ※エキストラ出演
- マークスの山
- 生きたい
- 三文役者
- ベル・エポック
- 厄災仔龍

### テレビ
- プロレスKING（GAORA）※出演及び実況解説
- 中居正広の金曜日のスマたちへ（TBSテレビ）
- ミラクル〜仮面高校生（テレビ朝日）
- 君は時のかなたへ（テレビ朝日）
- お天気お姉さん（テレビ朝日）
- ミュージック・エンター怪奇特集 石井竜也役（テレビ朝日）
- 名探偵保健室のオバさん（テレビ朝日）
- 男と女!!雨のち晴れ（フジテレビジョン）
- 金曜エンターテイメント・霊感見当たり刑事（フジテレビジョン）
- 史上最悪のデート（日本テレビ放送網）
- 負けぬが勝ち（NHK）
- 追跡!テレビの主役（テレビ東京）
- 白黒アンジャッシュ（千葉テレビ）
- JUMP UP（千葉テレビ）

### Vシネマ
- 真・雀鬼3
- 弱虫〜チンピラ〜
- やる気まんまん
- DEAD OA ALIVE〜犯罪者〜
- 新・男樹

### PV
- SEAMO「Fly Away」

### 舞台
- アイーダ（新国立劇場）
- ナブッコ（新国立劇場）
- ロメオとジュリエット（新国立劇場）
- グッバイ・マイン（夢源THEATER）
- KENJI（ヒラタアクターズスタジオ）
- 断雲〜ちぎれぐも〜（ヒラタアクターズスタジオ）
- 菜の花小学校（ヒラタアクターズスタジオ）
- アダムの星（ヒラタアクターズスタジオ）
- ラブレター（ヒラタアクターズスタジオ）
- 2000年・夏（ヒラタアクターズスタジオ）
- ペーパープレイ（ヒラタアクターズスタジオ）

### ラジオ
- 週刊ラジオプロレス（北海道放送）

### CD
- 「200%がっちょりお船宣言!!」（Next Stage Japan） ※コーラス及び挿入台詞で参加